# Christian Auer (Komponist)
Christian Auer (* 1968 in Passau) ist ein deutscher Komponist, Pianist, musikalischer Leiter und Darsteller.

## Leben
Christian Auer studierte an der Musikhochschule München Lehramt für Musik sowie Komposition für Film und Fernsehen bei Enjott Schneider. 1999 gründete und leitete er bis 2006 das Valentin-Karlstadttheater München. 2002 bis 2008 gründete und leitete er die Theatertage Schloss Ortenburg, 2006 gründete er das Künstlerkollektiv Kurzweil & Wohlklang gemeinsam mit Karl-Heinz Hummel und Benjamin Sahler.
Auer komponierte einige Bühnenmusiken, die Bayerische Operette Der Kaiser im Rottal sowie Opern und Musicals (Luther – Rebell Gottes). Weiters arrangierte und leitete er mit Wolfgang Aschenbrenner verschiedene CD-Produktionen des Bayerischen Rundfunks.
Von 2015 bis 2017 war er Dozent für Songwriting und Orchesterarrangement an der HG Berlin.

## Werke
- Der Kaiser im Rottal. Operette. Uraufführung 2007 Theater an der Rott Eggenfelden
- Der Brandner Kasper. Oper. Uraufführung 2012 Opernfestspiele Gut Immling

## Auszeichnungen
- Kulturpreis des Landkreises Passau für Can Can – Das wilde Leben des Jacques Offenbach
- 1. Preis beim Wettbewerb vom kleinsten Musiktheater Deutschlands „Erste Operette des 21. Jahrhunderts“ für die Operette Der Kaiser im Rottal (2007)